# Électrotaxie (biologie cellulaire)
Pour les articles homonymes, voir Électrotaxie.
Dans le domaine de la biologie cellulaire, l'électrotaxie désigne le phénomène de mouvement actif de cellules (mouvement éventuellement pathologique) dans le champ électrique physiologique naturel ou modifié ; 

## Étymologie
Le radical  taxie fait référence à la notion de tactisme qui désigne tout déplacement de cellule, organe ou organisme vivant dont l'orientation est induite par un stimulus extérieur (lumière, odeur, vibration, tension électrique...). 

## Risque de confusion
Ce processus ne doit pas être confondu avec des mouvements passifs résultant de l’électrophorèse.

## Enjeux
Ce type d’électrotaxie semble intervenir dans de nombreux processus biologiques discrets, dont certains processus pathologiques permettant par exemple la migration de cellules cancéreuses (métastases) ou infectieuses vers une cible organique vivante,, ce qui laisse penser qu’il est possible d’utiliser des champs électriques modulés pour contrôler le déplacement de certaines cellules, sans les modifier .

## Histoire
En 1975, Louvkt pose l’hypothèse que – en complément de phénomènes de chimiotaxie -  certaines cellules ou spores pourraient aussi migrer dans des champs électriques faibles naturels, dont par exemple des spores de microchampignons vers des radicelles d’arbre, hypothèse confirmée par Morris & al. qui en expliquent le mécanisme en 1993 .
- Ce phénomène d’électrotaxie, observé depuis longtemps in vitro et « chez de nombreux types cellulaires »[7] peut être utilisé pour déplacer des cellules observées au microscope, ou dans un dispositif microfluidique[8] ou pourrait l’être lors de processus de reconstruction médicale[7] ou d’ingénierie biomédicale tissulaire[9], par exemple pour mieux contrôler un processus de régénération ou cicatrisation de tissus biologiques[10]. Il est aussi possible de faire migrer des lymphocytes (in vivo et in vitro)[11],[12] ; de même pour des cellules cancéreuses, y compris dans une biopuce[13], éventuellement dans les 3 dimensions de l’espace[14]